# São Domingos do Capim
thumb
São Domingos do Capim este un oraș în Pará (PA), Brazilia.